# Oncocnemis obscurata
Oncocnemis obscurata là một loài bướm đêm trong họ Noctuidae.